# Río Arenoso
El río Arenoso es un río del sur de la península ibérica perteneciente a la cuenca hidrográfica del Guadalquivir, que discurre íntegramente por el nordeste de la provincia de Córdoba (España).

## Curso
El Arenoso nace en Sierra Morena, en el término municipal de Cardeña, dentro del parque natural de la Sierra de Cardeña y Montoro. Discurre en dirección nordeste-suroeste a lo largo de unos 41 km hasta su desembocadura en el río Guadalquivir, en el término de Montoro, cerca de la localidad de Algallarín. Poco antes de su desembocadura, sus aguas se encuentran embalsadas en el embalse de Arenoso. 
Recibe, entre muchos otros, los arroyos del Valle y de las Anguilas por su margen derecha y el río Arenosillo por la izquierda.

## Flora y fauna
En este espacio natural convive una rica flora y fauna, muchas de las cuales han llegado a desaparecer de otros puntos de la provincia, tales como el lobo, el lince ibérico y la nutria, o la población de roble melojo. 